# Паремия (литургика)
Пареми́я, или Парими́я (ст.‑слав. парємиꙗ, паримиꙗ, парамиꙗ, парьмиꙗ; церк.-слав. паремі́ѧ; др.-греч. παροιμία — притча) — элемент богослужения. В богослужебной практике православной церкви — «чтения из ветхозаветных, а иногда новозаветных книг, положенные на великих вечернях в праздники с полиелеем или бдением, на вседневных вечернях во дни четыредесятницы, на часах так называемых Царских, на часах во дни четыредесятницы, на некоторых молебствиях (например, в чине великого освящения воды)…». Пареми́и содержат в себе пророчества о празднуемом событии или хвалу святому, память которого совершается.
Богослужебная книга, в которой собраны паремии, носит название «Паремийник» (или «Паримийник», «Паремейник»).

## Богослужебная практика
Основным первоисточником пареми́й является Ветхий Завет. Однако в дни памяти апостолов например, на Всенощную под праздник св. апп. Петра и Павла читаются отрывки из 1-го Послания Петра, то есть из Нового Завета.
Чаще всего пареми́и читают за праздничной вечерней, после вечернего входа. Однако, в седмичные дни Великого Поста пареми́и читаются также и за 6-м часом - в первые 6 седмиц это отрывки из Книги пророка Исаии, а на страстной седмице - пророка Иезекииля. Помимо этого, паремии читаются в Великий четверг за 1-м часом, на утрене Великой Субботы и на всех часах навечерий, то есть дней накануне Рождества Христова и Богоявления.
Пареми́и на неподвижные праздники содержатся в Минее, а на подвижные праздники — в Триоди.
Обычно на праздничной вечерне бывает три пареми́и, но из этого правила есть ряд исключений:
- На вечерне в день Навечерия Рождества Христова полагается восемь паремий, Навечерия Богоявления — тринадцать. Перед вечерней в эти дни совершаются Великие часы, на каждом из которых (первом, третьем, шестом и девятом) полагается по одной пареми́и.
- На вечерне Благовещения читается пять пареми́й.
- В будние дни шести недель Великого поста на вечерне читаются две пареми́и (из Книги Бытия и Притчей Соломоновых), на шестом часе — одна (из Книги пророка Исайи). В Великие понедельник, вторник, среду на вечерне также две паремии (из Книг Исход и Иова), на шестом часе — одна (из Книги пророка Иезекииля).
- В Великий четверг состав пареми́й и их распределение изменяются: на первом часе читается отрывок из Иеремии, а на вечерне, соединённой с литургией Василия Великого, полагается три пареми́и (из Книг Исход, Иова и Исайи).
- В Великую пятницу многочисленные пареми́и полагаются на Великих часах и вечерне (см. Великая пятница).
- Наибольшее количество пареми́й предлагается в Великую субботу: одна — на утрене и пятнадцать — на вечерне, соединённой с литургией Василия Великого (см. Великая суббота).

## Примеры паремий
Рождество Пресвятой Богородицы. Особенности всенощного бдения. На великой вечерне после входа читаются:
- первая пареми́я — о лестнице, виденной патриархом Иаковом и прообразовавшей Пресвятую Деву, через Которую снисше́л на землю — воплотился сам Бог (Быт. 28:10—17).
- вторая пареми́я — о затворенных вратах, виденных пророком Иезекиилем: через них никто не проходил, но через них пройдёт Господь Бог Израилев, и они будут затворены. Эти затворенные врата есть прообраз Приснодевства Богородицы (Иез. 44:2—4).
- третья пареми́я — о Премудрости, создавшей себе дом и ясно указывающей на Пресвятую Деву Марию, от Которой воплотился и родился Спаситель мира (Прит. 9:1—11)[3].